# 인장에 관한 죄
인장에 관한 죄(印章－罪)는 행사할 목적으로 인장·서명·기명 또는 기호를 위조 또는 부정 사용하거나, 위조 또는 부정 사용한 인장·서명·기명 또는 기호를 행사하는 죄(238조-240조)이다.
인장에 관한 죄는 인장·서명 등의 진정에 대한 공공의 신용을 위태롭게 하는 것을 본질로 하는 죄이다. 인장·서명 등은 그것만으로는 독자적인 의의를 가지지 못하고 대개는 문서·도화 등과 결합하여 비로소 의의를 가지게 되는 것이며 따라서 문서위조죄가 성립되는 경우에는 인장·서명 등의 위조는 그대로 흡수되어버리는 것이지만, 때로는 문서의 위조 등과 분리하여 독자적으로 의의를 가지는 일도 있으므로(예；서적에 찍힌 藏書印이 그 소유관계를 표시하는 것) 이러한 경우에 공공의 신용을 보호하기 위하여서 본죄가 설정된 것이다. '인장'에는 인영(印影：찍은 자국)과 인과(印顆：인영을 현출시키는 데에 필요한 문자나 부호를 새긴 물건)를 모두 포함한다고 본다. '서명(署名)'은 자기를 표시하기 위하여 문자로서 성명 기타의 칭호를 표시하는 것을 말하며 자서(自署)에 한한다. '기명'은 일정한 사람을 표시하는 것으로서 자서 이외의 경우를 말한다. '기호(記號)'는 사람의 동일성을 증명하기 위한 것이 인장인 데 반하여 '기타 사실'을 증명하기 위한 것을 말한다(예；檢印·藏書印 등). '부정사용'은 권한 없이 인장 내지 기호를 사용하여 그 사용의 진정을 사위(詐僞)하는 것을 말하며 현실로 타인이 열람할 필요는 없고 타인이 열람할 수 있는 상태에 둠으로써 충분하다. 인장 내지 기호가 공무원 공무소의 것이면 5년 이하의 징역과 자격정지(238조), 사인(私人)의 것이면 3년 이하의 징역(239조)에 처하고 미수범도 처벌한다(240조).

## 같이 보기
- 대한민국 형법상 범죄 목록